# Yvonne Clays Spoelders
Yvonne Clays Spoelders (Amberes, Bélgica, 3 de junio de 1906 - San José, Costa Rica, 11 de febrero de 1994) fue una aristócrata belga, primera dama de Costa Rica de 1940 a 1944 y la primera mujer diplomática de ese país.

## Biografía
Yvonne-Philomène-Louise Clays fue la segunda hija de Jozef Clays, un millonario comerciante de diamantes, quien provenía de la nobleza no titulada (Jonkheer). Su madre fue Marie Catharine Spoelders.  Su familia una las más respetables de Amberes, pertenecía a la aristocracia. El 26 de enero de 1907, cuando doña Yvonne sólo tenía unos meses de edad falleció su madre en Amberes, posteriormente en 1909 su padre contrajo segundas nupcias con Elisabeth Devestele, quien tenía una hija de un matrimonio anterior: Marthe.
En 1914 cuando Yvonne era aun una niña y estudiaba en el College van het Heilig Hart van Jezus, las tropas del Kaiser Guillermo II invadieron Bélgica, y su padre decide enviarla a la Gran Bretaña a un colegio de monjas en donde recibió una educación esmerada al lado de jóvenes de la nobleza británica. Después de la guerra, Yvonne continuó su educación en Francia y Bruselas en el Colegio Notre-Dame.
Hablaba neerlandés, francés, alemán, inglés y posteriormente a su llegada a Costa Rica aprende español. 
Su hermano mayor, Florimond Clays, murió en el frente de combate luchando contra los alemanes en 1916.
La hermanastra de Yvonne, Marthe van den Meulegracht, había estado casada con Florimond y de ese matrimonio nació un hijo Albert-Georges, único sobrino de Yvonne.
Contrajo matrimonio en la Catedral de Amberes el 28 de julio de 1927 con Rafael Calderón Guardia, Presidente de Costa Rica de 1940 a 1944. A Calderón lo conoció en el exclusivo balneario de Blankenberge, en donde los Clays poseían una casa de verano. 
Fue integrante y Secretaria General de la Sociedad de Damas samaritanas creada por la primera dama Julia Fernández Rodríguez, esposa del Presidente León Cortés Castro (1936-1940), cuyas actividades llevaron a la fundación de la Casa de la Madre y el Niño.
Durante la administración de su esposo participó en diversas actividades de bienestar social y logró el restablecimiento en 1940 la Orquesta Sinfónica Nacional de Costa Rica. Fue la primera Presidenta de la Junta Directiva de la Orquesta, cargo que desempeñó hasta 1947, sin remuneración.
Spoelders fue la primera mujer que participó en la actividad diplomática de Costa Rica y tuvo a su cargo varias misiones importantes en los Estados Unidos. Tuvo una estrecha amistad con el Subsecretario de Estado de ese país, Sumner Welles, y gracias a sus gestiones se logró en 1942 la firma del contrato Fernández-Pierson, mediante el cual se concedió a Costa Rica un crédito de hasta dos millones de dólares. Las gestiones de Yvonne Clays Spoelders también lograron en 1943 la ubicación en Costa Rica de la sede del Instituto Interamericano de Ciencias Agrícolas, hoy Instituto Interamericano de Cooperación para la Agricultura.
Por las influencias de Yvonne, se logra que en 1943 el ex primer ministro belga Paul Van Zeeland visite Costa Rica. Van Zeeland quien era amigo íntimo de familia Clays, asesoró al gobierno de Costa Rica en diversos aspectos vinculados con la legislación social.
Colaboró activamente en la tarea de dotar de calzado a los niños del Hospicio de Huérfanos, respaldó el Refugio de Guadalupe, la Escuela de Enseñanza Especial y otras actividades educativas.
Durante la Segunda Guerra Mundial, su padre muere, e Yvonne viaja a Nueva York, donde logra gestionar el traslado de parte de su herencia, la cual invirtió en Costa Rica en bienes, los cuales se los quitarían ilegalmente años después.
Yvonne también efectuó varias visitas a otros países de Centroamérica y México para coordinar esfuerzos con las esposas de los presidentes en torno al esfuerzo bélico.  Fue cercana a su homóloga la primera dama nicaragüense Salvadora Debayle Sacasa, quien había sido educada en la patria de Yvonne.
Fue buena amiga del presidente americano Franklin D. Roosevelt y su esposa. Fue conocida por ser una dama culta y educada, con finos modales y gustos.
Cuando terminó el periodo presidencial, el matrimonio Calderón-Clays pasaba por una fuerte crisis que condujo a la separación judicial.  El deseo de Yvonne era el divorcio, en razón de lo que ella llamaba "la situación comprometida que se encontraba mi marido". Pero Calderón le negó el divorcio al inicio, aduciendo que Monseñor Sanabria no le importaba que vivieran separados y en distintas residencias.  Yvonne recurrió a la amenaza de contratar los servicios de un abogado que era amigo íntimo de José Figueres Ferrer (enemigo político de Calderón) lo que pudo haber expuesto la vida privada de los Calderón al escándalo social. Por medio de su cuñado Francisco Calderón, quien intermedió entre el matrimonio, Yvonne finalmente consiguió el divorcio.
Tras la guerra civil de 1948, las nuevas autoridades confiscaron sus propiedades en Costa Rica y le prohibieron la entrada.  Llegó a contratar hasta 30 abogados para que defendieran su caso. 
Posteriormente, por gestiones del gobierno Belga, se le permitió visitar Costa Rica y estando en el país las nuevas autoridades le insinuaron que podría recuperar sus propiedades si firmaba algunas publicaciones en contra de Calderón. Indignada rechazó la insinuación. Se marchó por un tiempo a los Estados Unidos y posteriormente volvió a Bélgica. Un tiempo después decide regresar a Costa Rica.
Yvonne Clays heredera de una gran fortuna por parte de su padre, quien fue rentista y diamantero, llegando a abastecer a las grandes joyerías de Amberes, perdió todo al final y fue el presidente Oduber quien le otorgó una pensión por haber sido primera dama.
Además fue consejera diplomática y se le otorgaron puestos diplomáticos en Europa, pero debido a su salud, jamás los ejerció. La ex primera dama Margarita Penón de Arias le brindó su apoyo y su amistad; siempre invitándola a los actos oficiales. Murió en una sala común en el hospital Calderón Guardia. Margarita Penón fue la única primera dama que asistió al funeral de doña Yvonne. 
Clays legó su biblioteca a la Facultad de Ciencias y letras de la Universidad de Costa Rica. Sus restos descansan en el Cementerio Montesacro. 
Sus memorias fueron recogidas por Guillermo Villegas Hoffmaister en el libro El otro Calderón Guardia (1985) y Miguel Acuña en la obra Yvonne Clays: testigo de la neurosis de una administración (1996).